# Piastowie opolscy

Herb Piastów opolskich

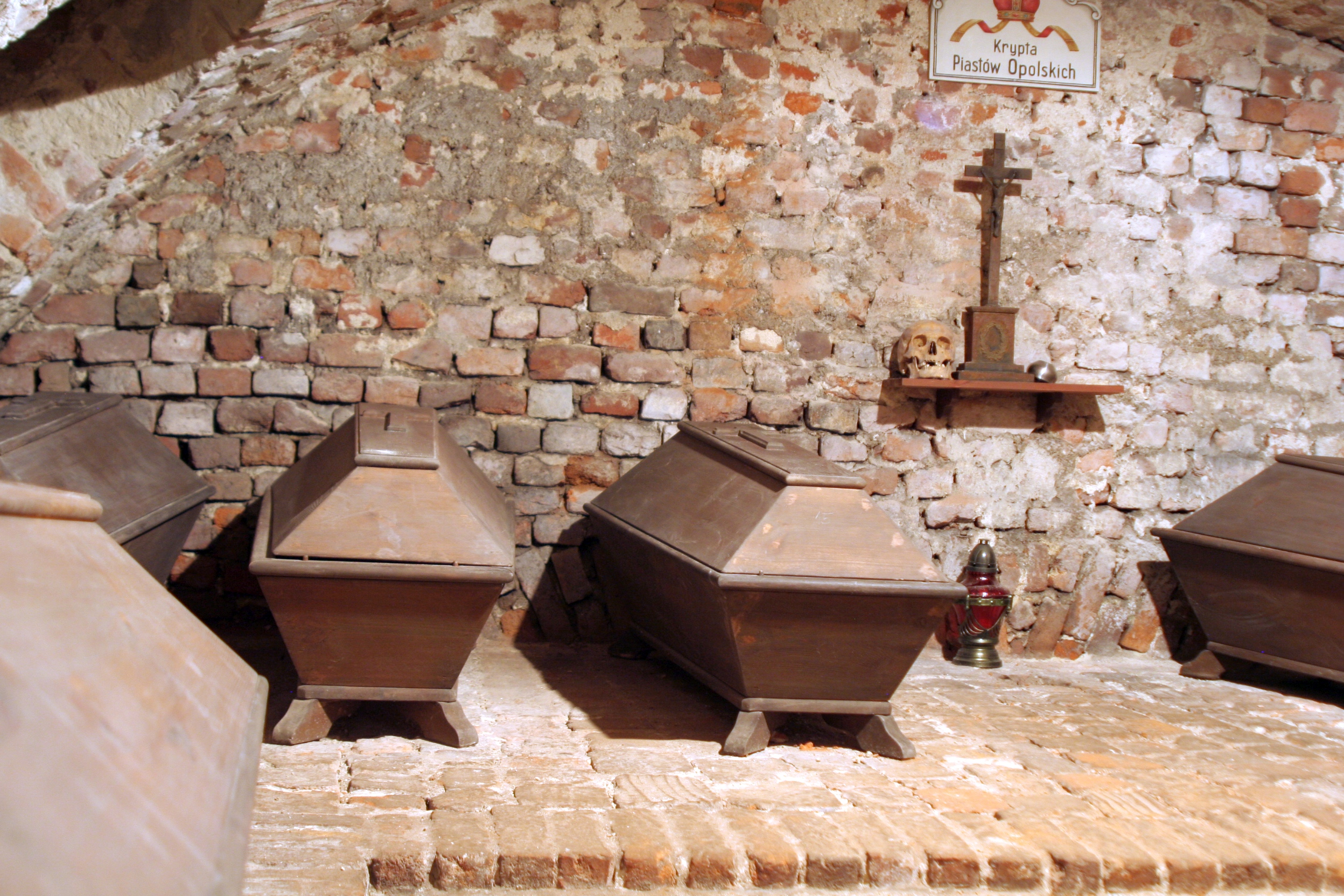
Wnętrze krypty Piastów opolskich znajdującej się pod ołtarzem głównym Kościoła Świętej Trójcy w Opolu. Spoczywają w niej szczątki ośmiu książąt i pięciu księżnych

Piastowie opolscy – linia dynastii Piastów śląskich zapoczątkowana przez Bolka I opolskiego, panująca w księstwie opolskim oraz sąsiednich. Ostatnim z rodu był Jan II Dobry, książę opolski (zm. 1532), który zjednoczył większość rodowego dziedzictwa.

## Drzewo genealogiczne
- Władysław opolski
  - Mieszko cieszyński
  - Kazimierz bytomski
  - Bolko I opolski, żona Agnieszka
    - Bolesław Pierworodny niemodliński
    - Bolesław II opolski, żona Elżbieta świdnicka
      - Władysław Opolczyk
      - Bolko III opolski, żona Anna
        - Jan Kropidło, biskup
        - Bolko IV opolski
          - Bolko V Husyta
            - Wacław

          - Jan I opolski
          - Henryk
          - Mikołaj I opolski
            - Ludwik opolski
            - Jan II Dobry
            - Mikołaj II niemodliński

        - Henryk II niemodliński
        - Bernard niemodliński

      - Henryk opolski

    - Albert strzelecki